# Houk
Houk – polska grupa muzyczna, istniejąca w latach 1988–2003, grająca muzykę z pogranicza hard rocka, grunge, reggae i hardcore punk.

## Historia
Zespół, początkowo nazywający się Houk Howgh, powstał w 1988, na gruzach formacji Deuter. W składzie grupy znaleźli się członkowie grup Deuter, Kultura, Izrael, Armia, Moskwa: gitarzysta Robert Sadowski, później lider progresywno metalowego Kobonga, Tadeusz Kaczorowski, Piotr „Fala” Falkowski oraz wokalista Zbigniew Bieniak (Oddział Zamknięty). Jesienią 1989 Bieniak opuścił skład, a jego miejsce zajął Dariusz Malejonek. Houk od początku grał dużą liczbę koncertów, w Polsce (m.in. w warszawskich pubach) i za granicą (w Berlinie Zachodnim na ulicach). Ważny był występ na Festiwalu w Jarocinie w 1990. Jak przyznał Malejonek nazwa grupy nie ma nic wspólnego z angielskim słowem Hawk (czyt. hołk). Po latach, w 2016 potwierdził jednak, że przyjęcie nazwy Houk miało poniekąd indiańskie konotacje,
Pierwsza płyta Soul Ammunition, nagrana w ciągu czterech dni w studio Złota Skała Roberta Brylewskiego ukazała się w 1992. Redakcja miesięcznika „Tylko Rock” uznała Houk za debiut roku. W 1993 zespół wystąpił na targach muzycznych Midem '93 w Cannes. Była to nagroda za zajęcie pierwszego miejsca w plebiscycie słuchaczy Radio France Internationale. Występ ten rejestrowała i kilkukrotnie emitowała stacja MTV.
Kolejna płyta – koncertowa Natural Way (Full Noize) wydana została się w 1993. Był to zapis koncertu zarejestrowanego 21 stycznia 1993 w warszawskim klubie Riviera Remont. Płyta zawierała m.in. covery piosenek Jimiego Hendriksa, Iggy’ego Popa, T. Rex.
W lutym 1993 Houk został zaproszony przez fińskiego reżysera Mikę Kaurismäkiego na światową premierę filmu „The Last Border”. W filmie tym jako utwór tytułowy wykorzystana została kompozycja „Soul Ammunition II”. Po premierze grupa zagrała krótką trasę koncertową po Finlandii. Fragmenty filmu The Last Border wykorzystano później w teledysku do utworu „Transmission Into Your Heart”. 21 lutego 1994 ukazała się płyta Transmission Into Your Heart. Płytę promował teledysk do utworu tytułowego.
W grudniu 1993 zespół opuścił Robert Sadowski, którego zastąpił Artur Affek (wcześniej Zgoda). W sierpniu 1994 Malejonek zdecydował o rozwiązaniu składu i podjęciem współpracy z muzykami zespołu Ahimsa, którymi byli Paweł Krawczyk („Gruby”), Mirosław Grewiński („Miro”), Tomek Sierajewski („Bolek”) oraz Tomasz Grewiński („Tomik”).
Houk uznawany za czołowy zespół polskiej sceny alternatywnej i grunge grał jako support dla kilku gwiazd zagranicznych, m.in. New Model Army, Bad Brains, Clawfinger. 20 listopada 1995 odbyła się premiera płyty Generation X, którą promował teledysk do utworu „Pieniądz”. Nakręcono także obrazy do utworów „Wstań”, „Woman” (wykorzystano w nim fragmenty filmu Kaurismäkiego Stan gotowości (ang. Condition red) oraz „Żyję w tym mieście”. Płyta była nominowana do nagrody Fryderyka '96 w kategorii Płyta Rockowa.
W drugiej połowie lat 90. Malejonek zaangażował się w działalność solową, m.in. pod szyldem Maleo Reggae Rockers.
Następnie odeszli z grupy bracia Mirosław „Miro” Grewiński (wyjechał na stypendium do Niemiec) i Tomasz „Tomik” Grewiński (został menadżerem piosenkarki Kayah). W międzyczasie podczas koncertów na perkusji występowali w grupie Beata Kozak i Tomasz Goehs, jednak ostatecznie w miejsce obu muzyków do składu przyjęto gitarzystę basowego Sławomira Klugmana oraz perkusistę Macieja „Ślimaka” Starostę (równolegle grającego w grupie Acid Drinkers). W tym składzie zespół nagrywa czwarty album studyjny. 26 sierpnia 2000 została wydana ostatnia studyjna płyta zespołu Extra Pan. Jej tytuł nawiązuje do określenia Superman w języku czeskim. Wedle słów Dariusza Malejonka tytułowy utwór był „protest song przeciwko eksperymentom genetycznym, klonowaniu ludzi”.
W maju 2003 roku doszło do kolejnych przetasowań personalnych. Odeszli Paweł „Gruby” Krawczyk (zasilił zespół Hey) i Jan Pęczak. W czerwcu 2003 zespół opuścił Sławomir „Slav” Klugman, od tego czasu Houk zawiesił działalność koncertową.
28 lipca 2004 nakładem Metal Mind Productions ukazały się wznowienia wszystkich albumów grupy z wyjątkiem Extra Pan. Każda z czterech płyt zawierała dodatkowy materiał audio i video.
Pod koniec 2004 Malejonek przyznał, że „w najbliższym czasie nie ma co liczyć na nową płytę tego zespołu”. Jednak poinformował wówczas, iż – mimo braku działalności grupy – „z pierwszym składem Houku, z pierwszych trzech płyt” przygotowywał utwór do filmu dokumentalnego o scenie alternatywnej drugiej połowy lat 80. i pierwszej połowy 90. o ludziach, którzy zginęli tragicznie Jednakże do nagrania nie doszło z powodu problemów zdrowotnych Sadowskiego, który następnie niespodziewanie zmarł 25 stycznia 2005
(Opracowano na podstawie materiałów źródłowych)

## Skład
|  |  | |  | |  | |  | |
|  |  | Skład w latach 1988−1989 - Zbigniew Bieniak – wokal - Robert „Sadek” Sadowski – gitara - Tadeusz Kaczorowski – gitara basowa - Piotr „Fala” Falkowski – perkusja |  | Skład w latach 1989–1993 - Dariusz „Maleo” Malejonek – śpiew, gitara - Robert „Sadek” Sadowski – gitara - Tadeusz Kaczorowski – gitara basowa - Piotr „Fala” Falkowski – perkusja |  | Skład w 1994: - Dariusz „Maleo” Malejonek – śpiew, gitara - Artur Affek – gitara - Tadeusz Kaczorowski – gitara basowa - Piotr „Fala” Falkowski – perkusja |  | Skład w latach 1994–1998: - Dariusz „Maleo” Malejonek – śpiew - Paweł „Gruby” Krawczyk – gitara - Tomek „Bolek” Sierajewski – gitara - Mirosław „Miro” Grewiński – gitara basowa - Tomasz „Tomik” Grewiński – perkusja |

| Skład w latach 1998−1999: - Dariusz „Maleo” Malejonek – śpiew - Paweł „Gruby” Krawczyk – gitara - Tomek „Bolek” Sierajewski – gitara - Mirosław „Miro” Grewiński – gitara basowa - Tomasz Goehs / Beata Kozak – perkusja |  | Skład w latach 2000−2002: - Dariusz „Maleo” Malejonek – śpiew - Paweł „Gruby” Krawczyk – gitara - Tomek „Bolek” Sierajewski – gitara - Jan Pęczak – gitara - Sławomir „Slav” Klugman – gitara basowa - Maciej „Ślimak” Starosta – perkusja |  | Skład w 2004: - Dariusz „Maleo” Malejonek – śpiew - Paweł „Gruby” Krawczyk – gitara - Tomek „Bolek” Sierajewski – gitara - Maciej Jahnz – gitara - Sławomir „Slav” Klugman – gitara basowa - Maciej „Ślimak” Starosta – perkusja |

(Opracowano na podstawie materiału źródłowego)

## Dyskografia
Albumy studyjne
- 1992: Soul Ammunition
- 1994: Transmission Into Your Heart
- 1995: Generation X
- 2000: Extra Pan

Albumy koncertowe
- 1993: Natural Way (Full Noize)

Muzyka filmowa
- 1993: Utwór „Soul Ammunition II” wykorzystano w filmie The Last Border (reż. Mika Kaurismäki)
- 2000: Muzyka wykorzystana w filmie W drodze do trzeciego nieba (reż. Jacek Jędrzejewicz)[15]

## Teledyski
- 1994: „Transmission into your heart”
- 1995: „Pieniądz”
- 1995: „Wstań
- 1995: „Woman”
- 1995: „Żyję w tym mieście”[16]
- 2000: „Zion” (reż. Grzegorz Sadurski)[17]
- 2000: „Pułapka” (reż. Bartosz Konopka)[18]

## Wyróżnienia
- Nominacja do nagrody Fryderyk 1994 w kategorii Piosenka roku za utwór „Transmission into your heart”[19]
- Nominacja do nagrody Fryderyk 1995 w kategorii Album roku – muzyka alternatywna (album Generation X)[20]
- Nominacja do nagrody Fryderyk 2000 w kategorii Album roku – rock, pop-rock (album Extra Pan)[21]